# Wien Hauptbahnhof
A Bécs főpályaudvar (németül Wien Hauptbahnhof) az osztrák főváros, Bécs 2012. december 9-én, a 2012/2013. évi menetrend érvénybe lépésével részlegesen forgalomba helyezett, majd 2014. október 10-én felavatott átmenő nemzetközi vasúti pályaudvara. A pályaudvar a korábbi Südbahnhof helyén Favoritenben épült, annak kiváltására, illetve a város főpályaudvari funkcióinak ellátására, mely szerepet korábban részben a Westbahnhof, részben pedig maga a Südbahnhof két része külön töltötte be. A 2014. december 14-ei menetrendváltás óta a Graz, Prága és Budapest felé tartó nemzetközi járatok is megállnak itt. 2015-től az Osztrák Szövetségi Vasutak (ÖBB) teljes távolsági forgalma itt kap helyet.

## Története

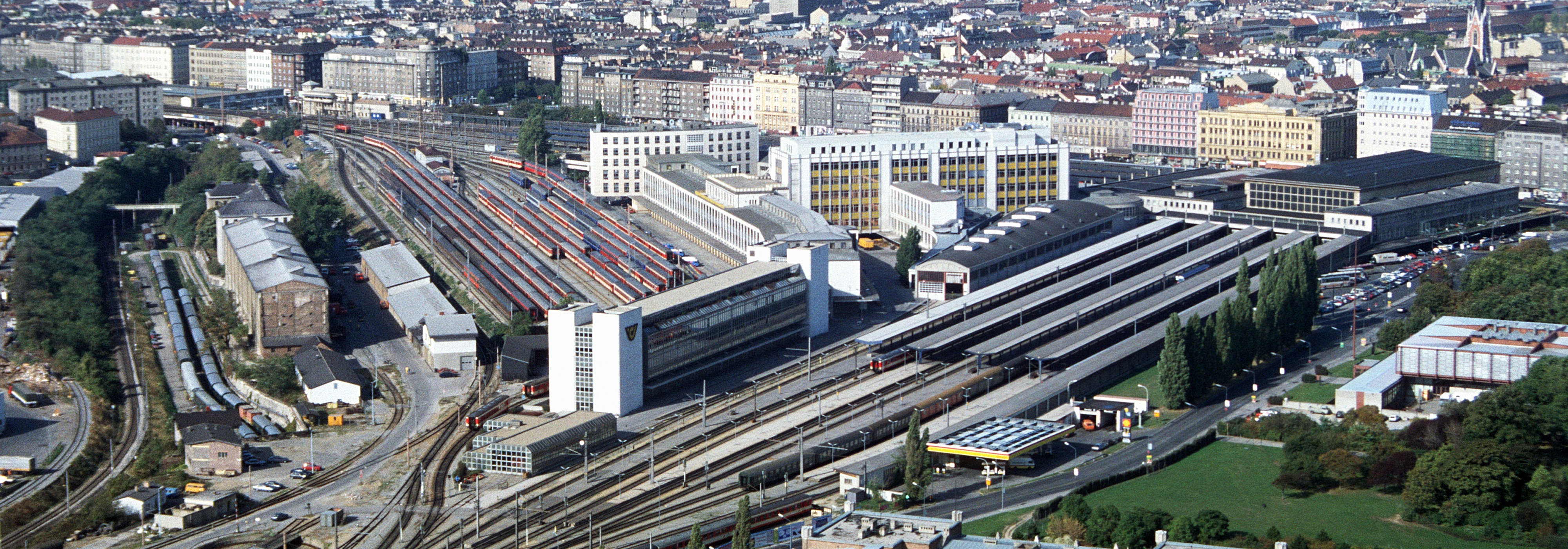
A régi Wien Südbahnhof madártávlatból, ennek helyén épült a főpályaudvar

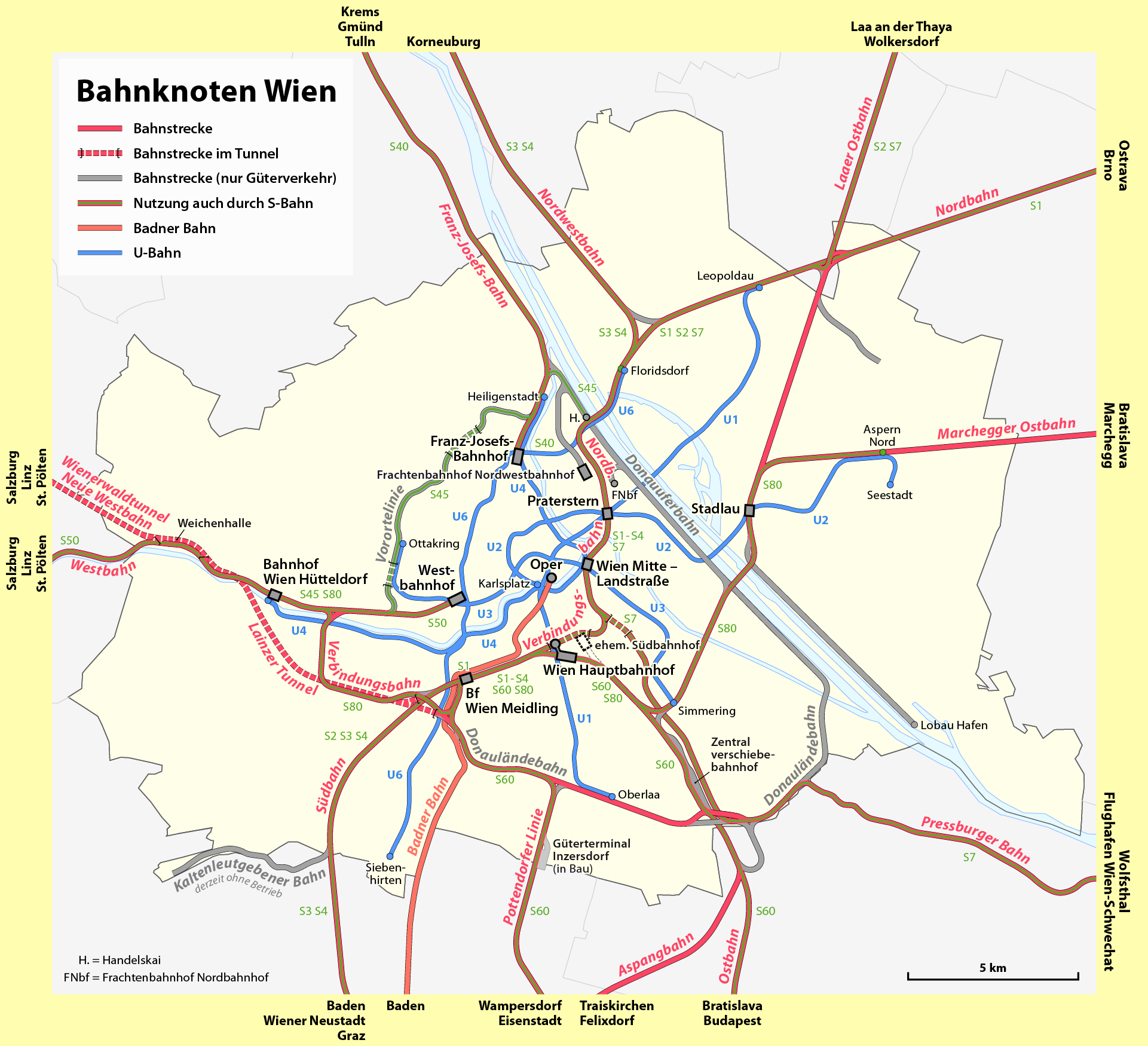
A pályaudvar helye Bécs vasúti hálózatában

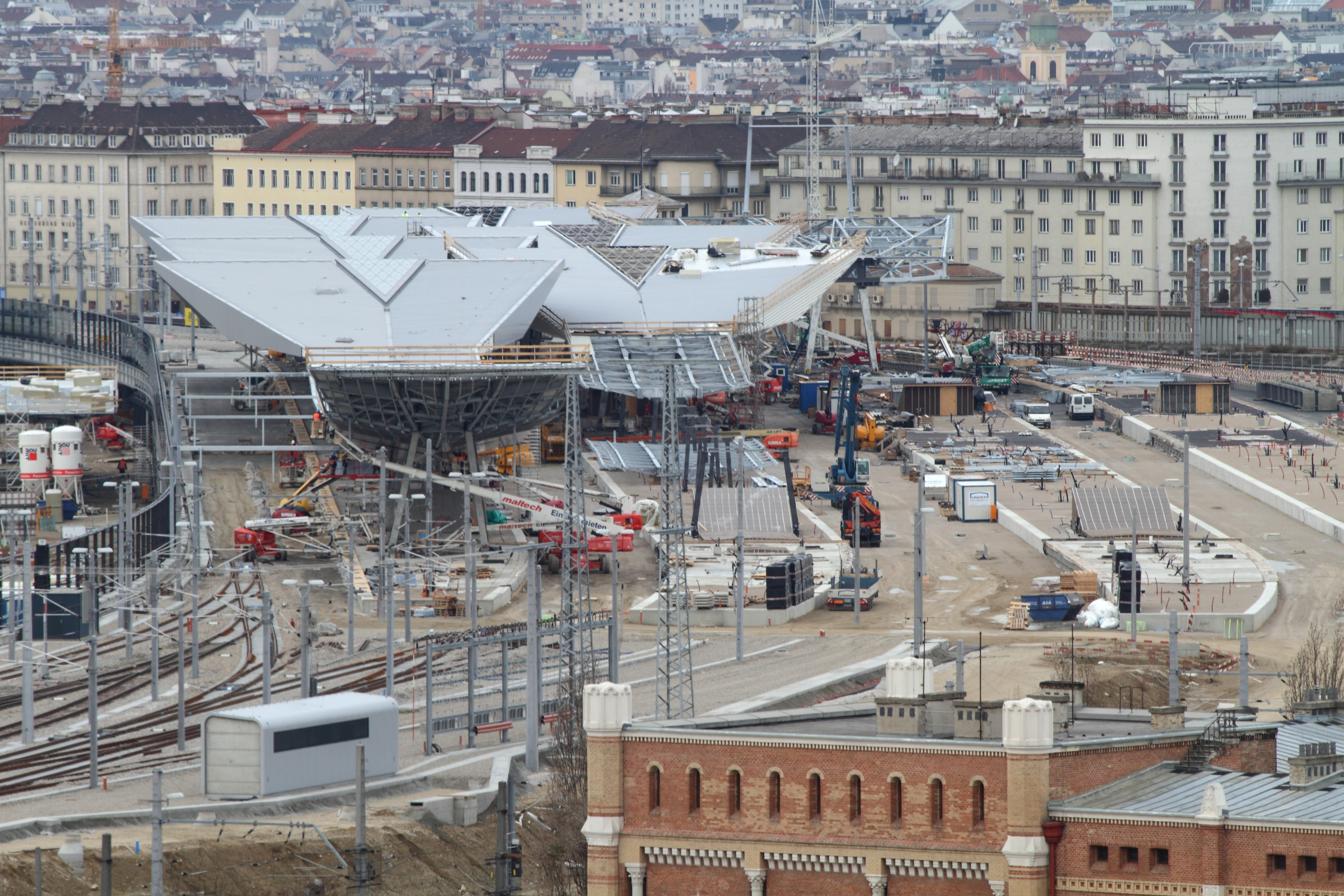
Építkezés 2012-ben, az Arzenál tornyából nézve

Az építkezés 2007 júniusában kezdődött, amikor Werner Faymann osztrák közlekedési miniszter, Michael Häupl, Bécs főpolgármestere és Martin Huber, az ÖBB elnöke Bécsben, a Südtiroler Platzon letették a jövendőbeli állomás alapkövét.
A Wien Hauptbahnhof az elavult, 2010-ben túlnyomórészt lebontott Wien Südbahnhof helyén épült meg, a tervezet szerint 886 millió euró költséggel. Az építkezés 2009-ben, a labdarúgó EB után indult meg. Megépítésével a cél az volt, hogy az új főpályaudvar a fokozatosan vegye át a korábbi Südbahnhof és a Wien Westbahnhof szerepét. Az építkezést a kifejezetten erre a célra épült, bahnorama elnevezésű, 67 méter magas, fából készült kilátótoronyból lehetett nyomonkövetni.
Az építkezés nagy ütemben indult meg a korábbi épületek bontásával, majd a mélyszintek elkészítésével. A tetőelemek fokozatosan kerültek a helyükre, miközben kiépítették az áthúzó vágányt is, amin a keresztül biztosították a forgalmat, melyből az utasforgalmat érintő részt ez idő alatt részben az ideiglenes fejállomás (Südbahnhof Ost), jórészt pedig Wien Meidling szolgálta ki.
A vasúti forgalom szempontjából új fejezetet jelentett 2012 harmadik negyedéve az építkezés történetében. Noha még az utasforgalom számára nem nyitották meg, 2012 augusztusa óta a Hauptbahnhof vágányain már szerelvényeket tároltak, 2012 szeptembere óta pedig az elkerülő vágányok használatát megszüntetve a Wien Meidling felől érkező vonatok (így többek között a Magyarországra induló Railjetek is) a főpályaudvar fedett vágányain haladtak már át.
2012. december 9-én a pályaudvart részlegesen forgalomba helyezték (a 9.-12. vágányokat), és ezzel az egykori Südbahnhof még megmaradt ideiglenes fejpályaudvari részét is bezárták. Ekkortól a korábban ide, illetve innen közlekedő vonatok (így például a Magyarországról érkező EURegio vonatok) a Hauptbahnhofot használják. A lépéssel egyidejűleg részben átszervezték a Bécsi S-Bahn vonalait is, a korábbi Südbahnhof S-Bahn (alsó) állomását Wien Quartier Belvedere névre keresztelték át, így a bécsi Südbahnhof neve végleg eltűnt a menetrendekből.
A Hauptbahnhof ünnepélyes átadására 2014. október 10-én került sor. A lépéssel egyidőben átnevezték a korábban Südtiroler Platz (U1) elnevezésű metróállomást (U1) Wien Hauptbahnhofra. 2014. december 14-étől élő menetrend-váltástól a nemzetközi közlekedésben is megkapta a neki szánt szerepet, amelyet 2015-től a bécsi távolsági közlekedés egészít ki.

## Műszaki leírása
A főpályaudvar építési költsége 987 millió euró, míg a városi közlekedési kapcsolatok kiépítése, fejlesztése további 44 millió eurót emésztett fel. A 12 vonatfogadó vágányból kettő a Stammstrecke alagútjában fogadja a Schnellbahn-vonatokat, míg a maradék tíz 2014. december 14-ig a régi Ostbahnhof forgalmát pótolja. Épült egy 600 férőhelyes parkoló, és egy 1100 férőhelyes kerékpártároló is. 20 000 m²-en 90 új üzlet és étterem nyílt. Az állomás környékén, a tárolóvágányok helyén új irodaházak, üzletek, lakások épülnek.

## Forgalom
| Járat | Útvonal |
| ----- | --- |
|       | Regional- és regionalexpress vonatok Sopronkeresztúr, Pozsony, Marchegg, Pomogy, Vulkapordány, Győr, Payerbach-Reichenau, Břeclav, Znojmo, Wiener Neustadt Hbf felé |
| S1    | Wien Meidling – Wien Matzleinsdorfer Platz – Wien Hauptbahnhof 1-2 – Wien Quartier Belvedere – Wien Rennweg – Wien Mitte – Wien Praterstern – Wien Traisengasse – Wien Handelskai – Wien Floridsdorf – Wien Siemensstraße – Wien Leopoldau – Wien Süßenbrunn – Gänserndorf – Marchegg |
| S2    | Mödling – Wien Liesing – Wien Atzgersdorf – Wien Hetzendorf – Wien Meidling – Wien Matzleinsdorfer Platz – Wien Hauptbahnhof 1-2 – Wien Quartier Belvedere – Wien Rennweg – Wien Mitte – Wien Praterstern – Wien Traisengasse – Wien Handelskai – Wien Floridsdorf – Wien Siemensstraße – Wien Leopoldau – Gerasdorf – Wolkersdorf – Mistelbach (– Laa an der Thaya)                                                         |
| S3    | Wiener Neustadt Hauptbahnhof – Baden – Wien Liesing – Wien Atzgersdorf – Wien Hetzendorf – Wien Meidling – Wien Matzleinsdorfer Platz – Wien Hauptbahnhof 1-2 – Wien Quartier Belvedere – Wien Rennweg – Wien Mitte – Wien Praterstern – Wien Traisengasse – Wien Handelskai – Wien Floridsdorf – Wien Brünner Straße – Wien Jedlersdorf – Wien Strebersdorf – Stockerau – Hollabrunn                                        |
| S4    | Wiener Neustadt Hauptbahnhof – Baden – Wien Liesing – Wien Atzgersdorf – Wien Hetzendorf – Wien Meidling – Wien Matzleinsdorfer Platz – Wien Hauptbahnhof 1-2 – Wien Quartier Belvedere – Wien Rennweg – Wien Mitte – Wien Praterstern – Wien Traisengasse – Wien Handelskai – Wien Floridsdorf – Wien Brünner Straße – Wien Jedlersdorf – Wien Strebersdorf – Stockerau – Absdorf-Hippersdorf (– Tulln Stadt – Tullnerfeld) |
| S60   | Wiener Neustadt Hauptbahnhof – Ebenfurth – Wien Blumental – Wien Meidling – Wien Hauptbahnhof 9-12 – Wien Grillgasse – Kledering – Himberg – Gramatneusiedl – Trautmannsdorf a.d. Leitha – Sarasdorf – Wilfleinsdorf – Bruck an der Leitha |
| S80   | Wien Hütteldorf – Wien Speising – Wien Meidling – Wien Matzleinsdorfer Platz – Wien Hauptbahnhof 9-12 – Wien Simmering – Wien Haidestraße – Wien Praterkai – Wien Stadlau – Wien Erzherzog-Karl-Straße – Wien Hirschstetten – Wien Aspern Nord |
| 200   | Hauptbahnhof – Kismarton – Fertőmeggyes |
| 200   | Hauptbahnhof – Laxenburg |
| 261   | Wien Hauptbahnhof – IZ NÖ-Süd |
| 267   | Wien Hauptbahnhof – Laxenburg |
| 368   | Wien Hauptbahnhof – Himberg – Ebergassing – Mitterndorf an der Fischa – Weigelsdorf |
| 467   | Wien Hauptbahnhof – Himberg – Velm – Moosbrunn – Unterwaltersdorf |
| 469   | Wien Hauptbahnhof – Himberg – Lajtaszék – Császárkőbánya |
| 552   | Wien Hauptbahnhof – Hainfeld – Türnitz – Mariazell |
| 1155  | Hauptbahnhof – Bécsújhely – Nagymarton – Répcebónya |
| 1158  | Hauptbahnhof – Kismarton – Felsőpulya – Léka |
| 1195  | Wien Hauptbahnhof – Flughafen Wien – Bratislava letisko (repülőtér) |
| 7860  | Wien – Bécsújhely – Kirchschlag – Városhodász |
| 7941  | Wien – Nagymarton – Fraknó – Felsőpulya – Borsmonostor – Langató |

## Megközelítése közösségi közlekedéssel
- Metró:   U1
- Villamos:  18, D, O
- Autóbusz:  13A, 69A
- Éjszakai autóbusz:  N66

## Galéria

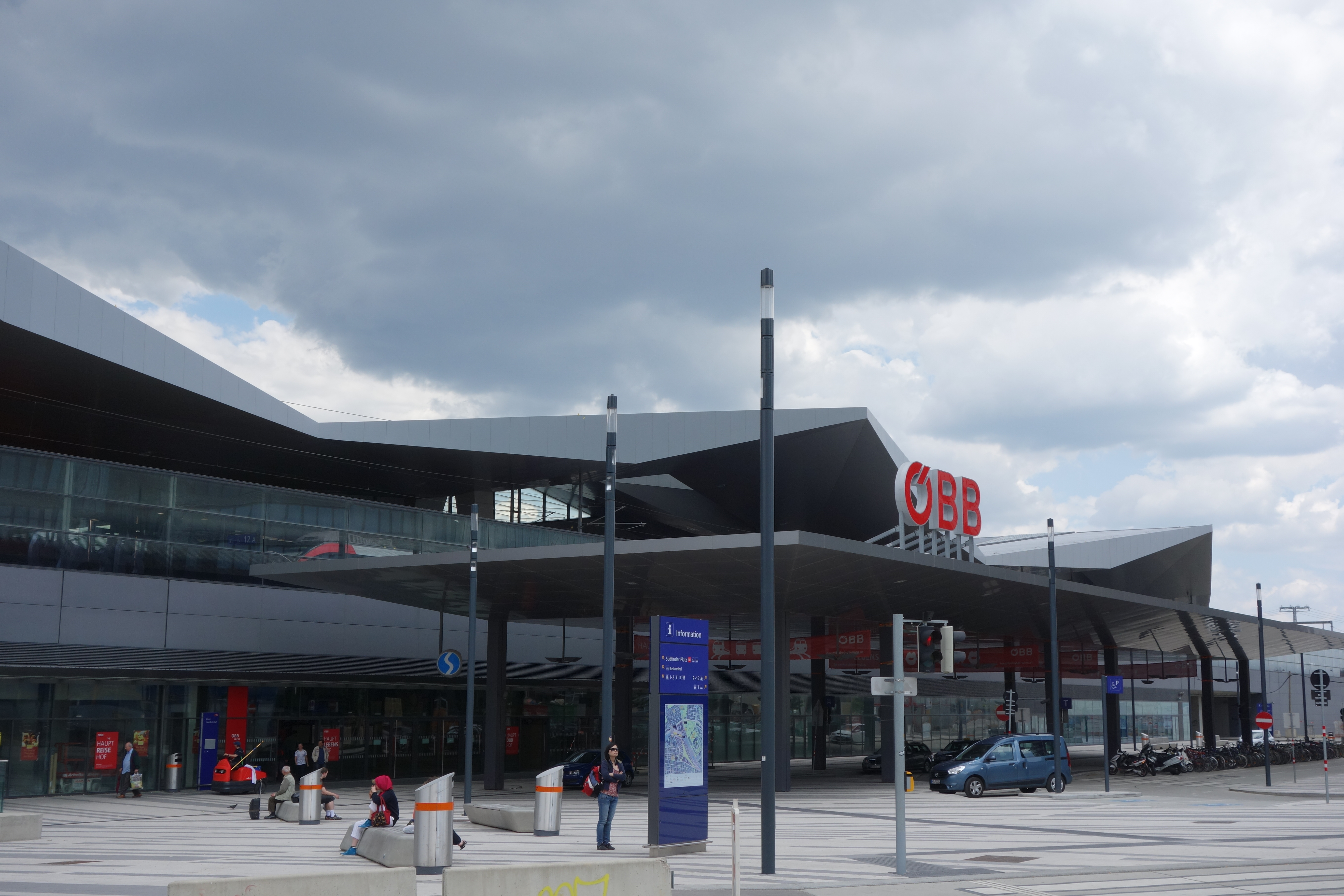
A pályaudvar déli bejárata
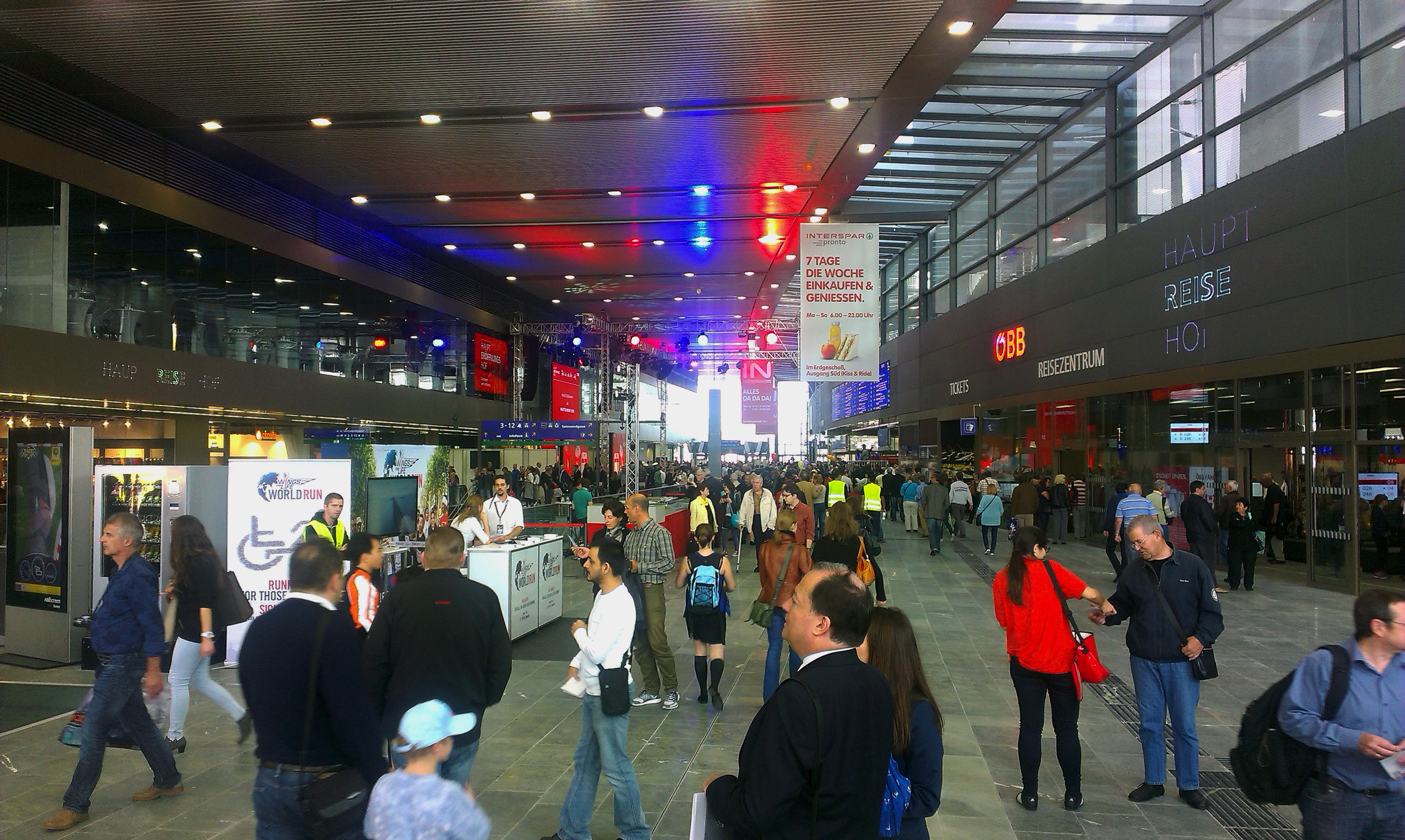
Csarnok
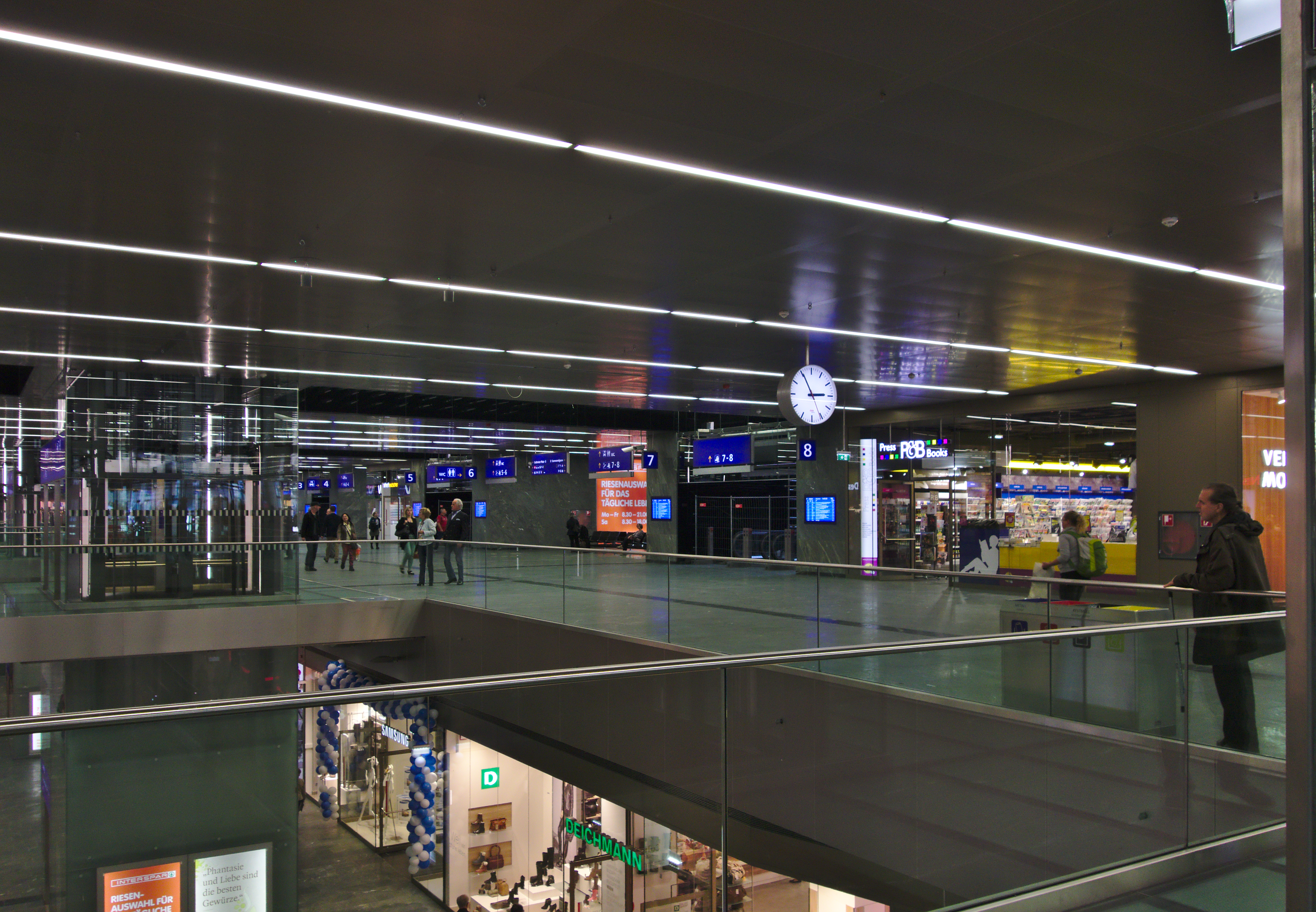
Üzletsor
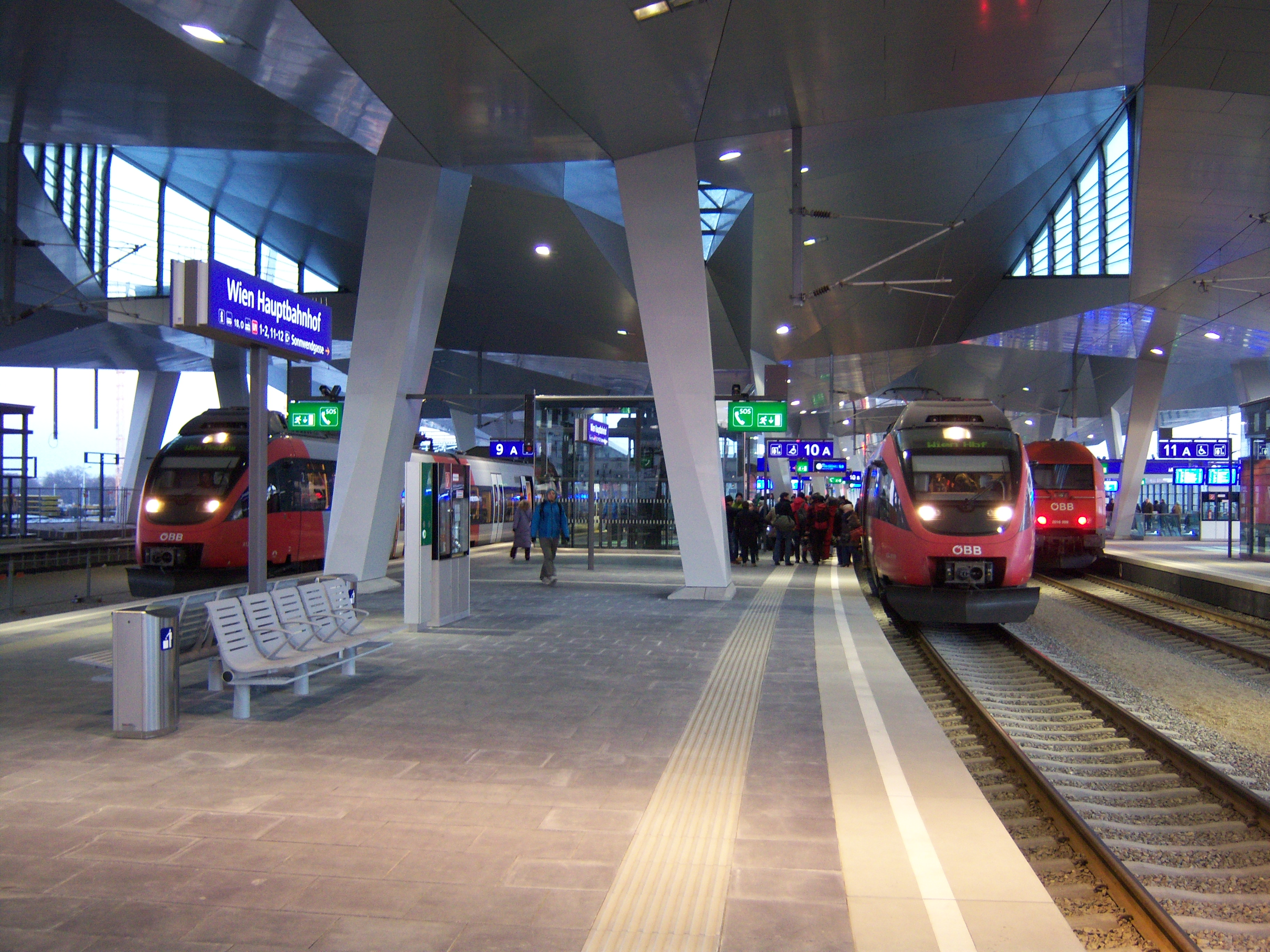
Peronok
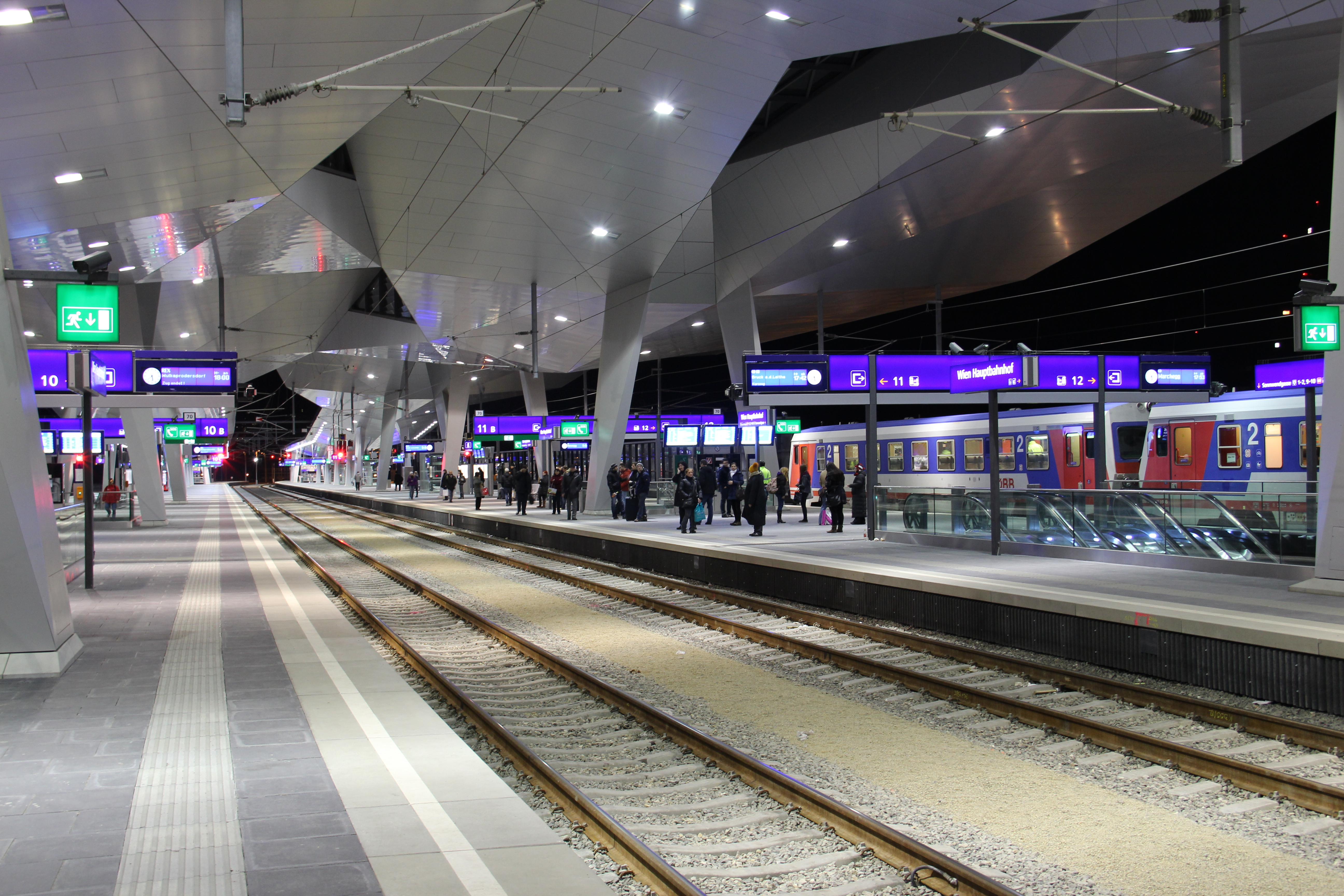
Vágányok
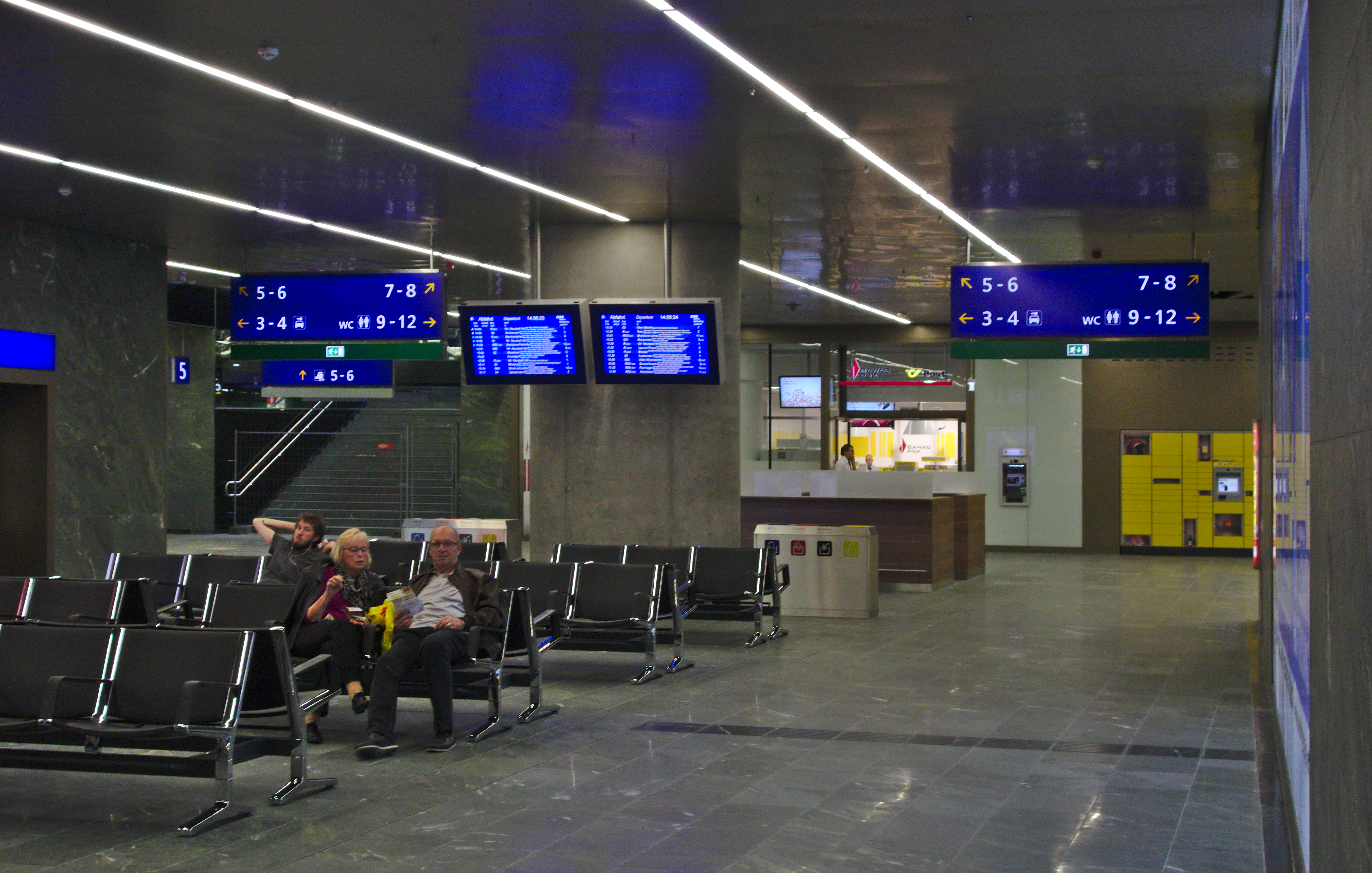
Váróterem
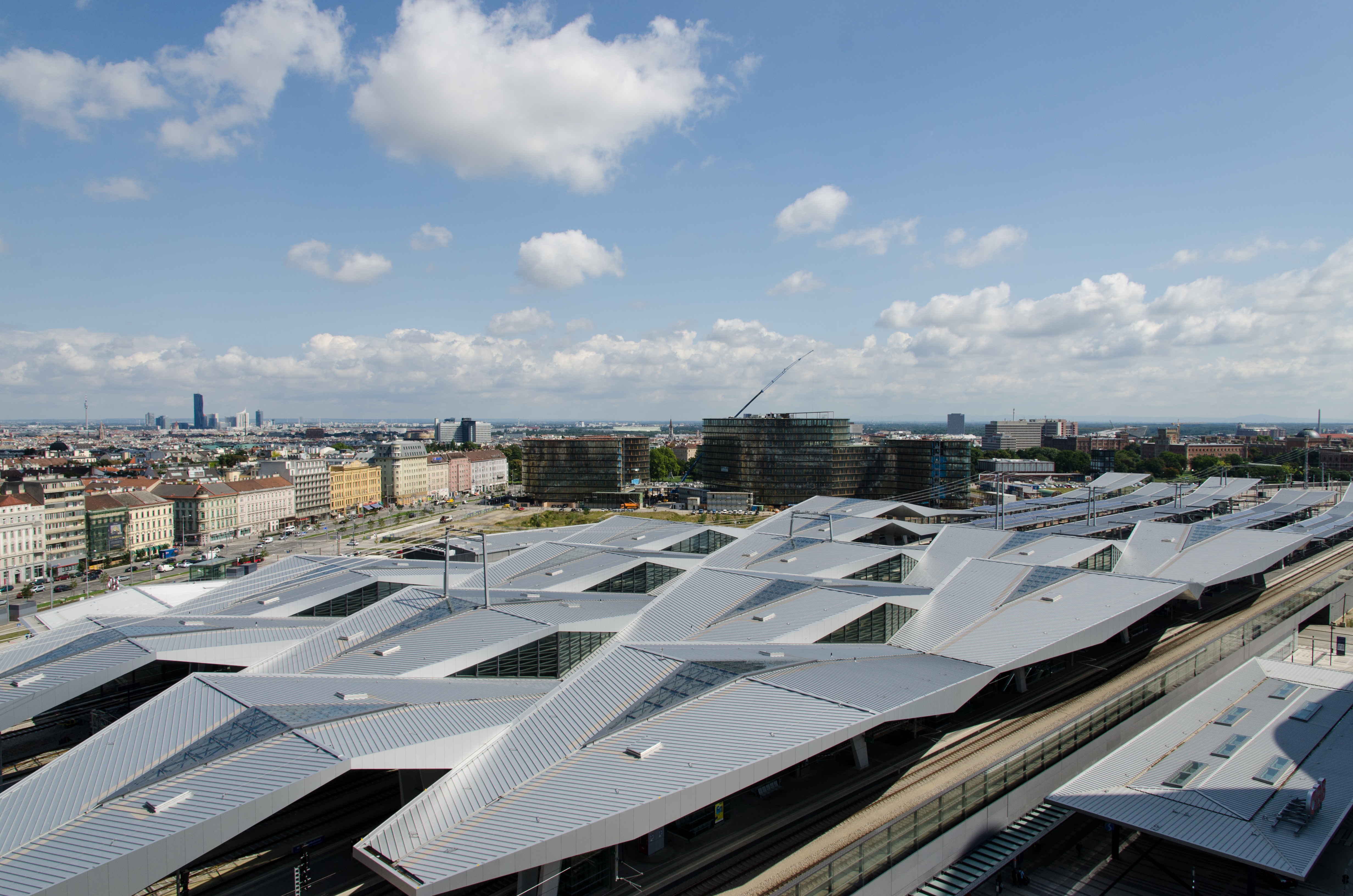
A jellegzetes peronfedés
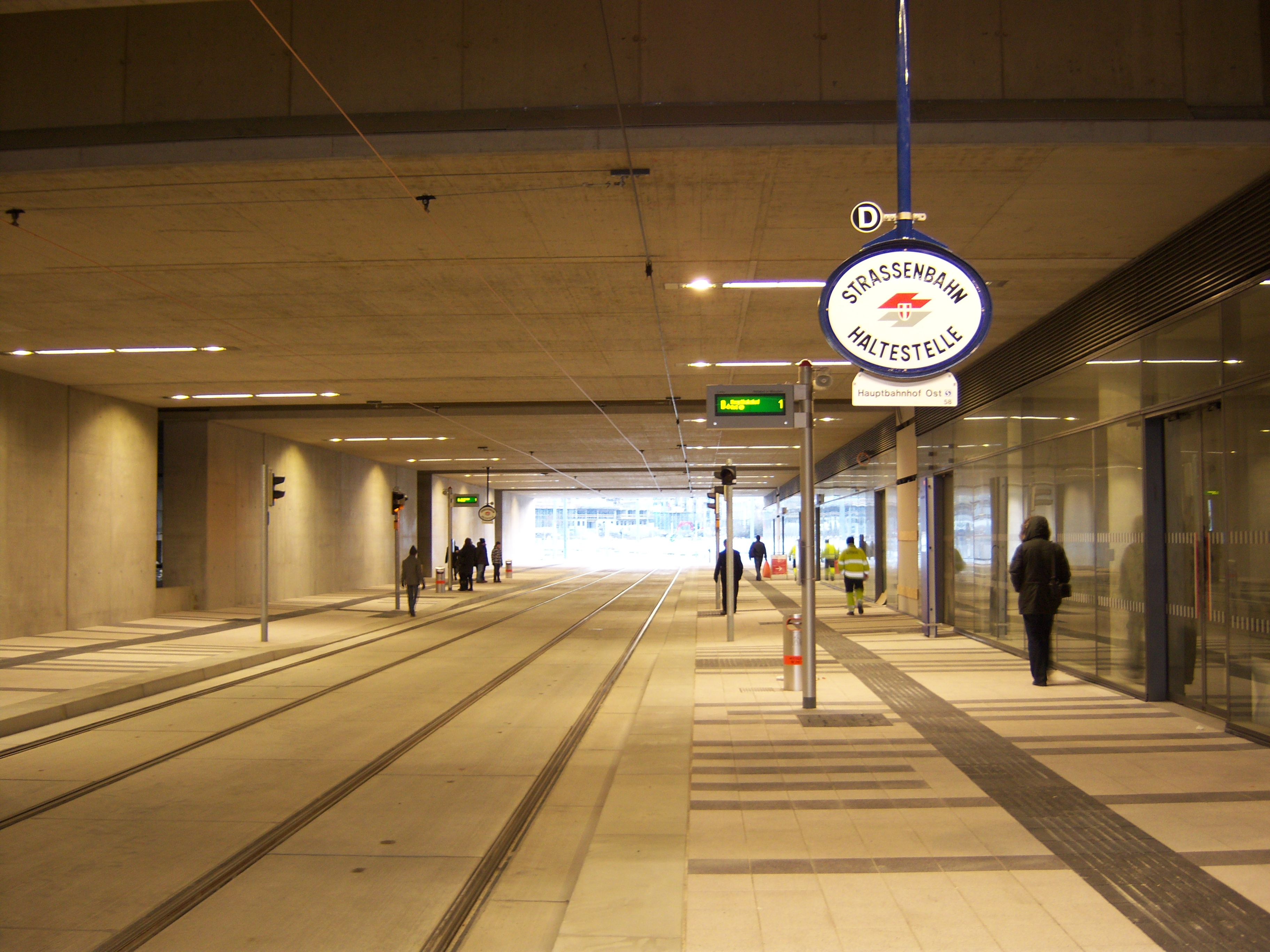
Villamosmegálló az állomás alatt